# Cassim Saloojee
Cassim Saloojee, né en 1935 et mort le 1er février 2009 est un homme politique sud-africain, membre du Congrès national africain (ANC) et militant anti-apartheid en Afrique du Sud.

## Biographie

### Vie privée
Né à Krugersdorp, sa famille déménage pour Roodepoort où son père est vendeur de vélos en passant par vendeur de bijoux. Saloojee commence l'école à Sophiatown à l’âge de 6 ans où son engouement pour l'école est faible à cause de la pauvreté de sa famille mais grâce à son père qui lui dit que l'éducation est meilleure en lui montrant l'exemple de Dadoo, il se reprend.
Cassim est marié à Khatija avec laquelle ils ont deux fils Riaz et Mohamed. Il meurt le 1er février 2009 à Johannesburg d'Alzheimer.

### Formation académique
En 1954, il s'inscrit en médecine sous la volonté de son père à Bombay mais après poursuit une formation d'enseignant où il s'inscrit au Transvaal College of Education. Il étudie à  l’Université de Princeton aux aux États-Unis grâce à une bourse d'études.

### Militantisme
En 1967, il prend la direction de l'Agence indienne de bien-être social de Johannesburg et s'implique dans la lutte de libération avec les  libéraux et multiraciaux puis devient le président de la troupe de théâtre alternatif « Phoenix players » et fonde avec d'autres personnes le  Market Theatre.
Dans les années 1980, il fonde avec d'autre personnes l’ACTSTOP, une organisation civique qui mobilise et organise les résidents menacés d’expulsion dans le centre-ville de Johannesburg en appelant les gens à agir pour mettre fin aux expulsions.
Par ailleurs en 1984, il dirige une équipe avec Ramlal Bhoola, Lalloo Chiba et Reggie Vandayar et Essop Jasat qui mène une campagne de boycott électoral contre les tricaméralistes,.
En 1993, il représente  le Congrès indien lors des négociations de transition aux pourparlers multipartites.

### Parcours politique
En 1994, il devient député et est  nommé président de la commission du portefeuille du développement social grâce à son expertise dans le secteur de l’aide sociale. Il est membre de l'ANC ,,,.